# 甘霖 (1963年7月)
甘霖（1963年7月—），男，汉族，湖北天门人，现任四川大学党委书记。

## 生平
1978年9月起，在长春冶金建筑学校供热通风专业学习。1981年9月参加工作，任湖北省大冶有色金属公司冶炼厂安全科技术员。1982年10月，任湖北省大冶有色金属公司冶炼厂团委副书记（主持工作）。1984年8月加入中国共产党。1986年1月，任湖北省大冶有色金属公司冶炼厂团委书记。1988年9月起，在北京师范大学研究生院中国哲学史专业学习，获哲学硕士学位。
1991年8月起，在中共广东省惠州市委政策研究室工作，历任副科长（1991年8月），科长（1993年8月），副主任（1995年2月）。
1995年4月起，在中共中央组织部研究室调研处工作，历任副调研员（1995年4月），副处长（1997年12月），调研员、副处长（1999年4月）。
1999年6月，任中共广东省委组织部调查研究室主任。2001年3月，任中共广东省委办公厅副主任。2003年10月，任中共广东省委副秘书长（其间：2005年8月升正厅级）。2008年2月，任中共珠海市委书记（2005.09-2011.12武汉大学法学院宪法学与行政法学专业研究生学习，获法学博士学位）。
2012年2月，任四川省人民政府副省长、党组成员。2015年12月，兼任四川天府新区管理委员会办公室主任。2016年5月，升任中共四川省委常委。2016年6月，辞去四川省人民政府副省长职务，任省委宣传部部长。2016年7月，不再兼任四川天府新区管理委员会办公室主任。
2022年1月，当选四川省政协副主席。
2022年5月11日，任四川大学党委书记。同月20日，不再担任中共四川省委常委。6月1日，不再担任省政协副主席职务。